# T1軽戦車
T1軽戦車（T1けいせんしゃ、T1 Light Tank）とは、1920年代後半から1930年代前半にかけてアメリカ陸軍が試作した軽戦車である。
1928年1月にはT1E1軽戦車が一時制式化され、M1軽戦車となった。

## 概要
本車は、性能向上の余地がほとんどなかったM1917軽戦車（ルノー FT-17 軽戦車のアメリカ版）の、後継車両として開発された。
後継の軽戦車の必要性は1922年には認識されていたものの、中戦車の開発が優先され、軽戦車の開発が具体的に始まったのは1926年になってからであった。
1920年代前半、アメリカ陸軍は今後の戦車開発の方針として、5トン級の軽戦車と15トン級の中戦車の2種類を配備することを決定した。その内の5トン級軽戦車が、後のT1軽戦車となった。
T1軽戦車とT2中戦車の設計者は、有名な自動車設計者であった、ハリー・オースティン・ノックス（Harry A. Knox）であった。
1926年2月5日、ロックアイランド工廠は軽戦車の開発を命じられ、当初はリアエンジン方式の古典的なレイアウトになるはずだった。しかし、1926年9月1日、開発拠点は、戦車部の本拠地であるメリーランド州フォートミードに移されることになった。そこにハリー・ノックスがいたのである。
ハリー・ノックスは、1875年1月19日に、アメリカ、マサチューセッツ州、ハンプデン、ウェストフィールドに生まれ（死亡年月日は不明）、自身が1900年に設立したノックス自動車会社（Knox Automobile Company）が1915年に破産し、その後、ノックス・モーターズ・コーポレーションとして再編成され、1924年までトラクターとトラックの製造を続けた後に、陸軍省兵器局（ロックアイランド工廠）に雇われ、戦車設計に携わった。
ハリー・ノックスの設計の基礎となったのは、当初、軽戦車とされていた、イギリスのヴィッカース中戦車 Mk.Iである。
1926年9月26日、技術委員会は、リアエンジン方式とフロントエンジン方式、両タイプの戦車を検討し、ハリー・ノックスのフロントエンジン方式の設計を採用した。
1927年3月15日、製造請負業者選定の入札が行われ、カニンガム社が落札し、同年4月12日、製造契約を獲得した。開発期間は4か月間（120日）であった。
T1軽戦車は、1927年8月1日までに完成し、同年9月1日、ロチェスターで行われたデモンストレーションで披露された。
試作の結果、設計に変更が加えられ、1928年初頭に改良型のT1E1が完成した。
T1軽戦車シリーズは、1927年の開発以降、1932年まで改良され続け、「T1・T1E1・T1E2・ T1E3・T1E4・T1E5・T1E6」の7種類のバリエーションがある。T1軽戦車シリーズは試作のみで量産は一切なされず、戦闘にも一切用いられなかった。
上記の各型のうち、T1E4とT1E6はイギリスのヴィッカース 6トン戦車の影響を受け、車体構造や懸架装置を一新した、他の型とは全くの別物であった。このT1E4が、後のM1戦闘車やM2軽戦車につながる、現用アメリカ戦車の直系の先祖となった。
また、T1軽戦車シリーズは、その基本設計を拡大したり、その部品を流用するなど、T2中戦車の開発の基礎となった。

なお、カニンガム社は、1928年に、同じ「T1」の名で、豆戦車を試作しているので、混同しないように。
 - カニンガム T1 豆戦車。

## 各型
T1
原型試作車。1927年に1輌製造。
車体構造はフロントエンジン・リアトランスミッション・リアファイナルドライブで、車体前方に誘導輪、車体後方に起動輪がある。起動輪は地面スレスレにあり、不整地では、地面と接触して、接地起動輪の役目を果たす。車体前部に操縦手席、車体後部の人力旋回砲塔内に車長兼砲手兼機銃手席がある。
T1軽戦車の上部構造物と砲塔はモックアップのダミーであった。アバディーンでの評価試験の後、T1軽戦車の上部構造物と砲塔は外され、木製のカーゴボディが設けられて、T1軽貨物運搬車（カーゴキャリア）へと改造された。その試験も順調に進み、T1E1軽戦車4輌とT1E1軽貨物運搬車（カーゴキャリア）2輌が発注された。
- 装甲厚：6.4 mm～9.5 mm
- 重量：6.8 t
- エンジン：カニンガム 水冷V型8気筒ガソリンエンジン(105 hp)
- 最高速度32 km/h

T1E1
T1の改良型。1928年に4輌製造。1928年1月にM1軽戦車として制式化されるも、2ヵ月後の1928年3月に制式化取り消しとなった。
T1に比べ、車体前部内にあった燃料タンクを車体後部外両側（履帯の上方）に移動し、そのために車体前部が短くなる（車体が履帯より前方に飛び出ていない）、などのマイナーチェンジが行われた。エンジンはわずかに出力が向上したものに変更されたが、総重量が増加したこともあり、最高速度は減少している。円筒形の旋回砲塔に、主砲にフランス製のM1916 37 mm 歩兵砲（初速367 m/s）の米国産版の車載型である M1918 37 mm 短戦車砲を、副武装に主砲同軸にブローニング M1919 7.62 mm 機関銃を装備した。
- 装甲厚：6.4 mm～9.5 mm
- 重量：7.5 t
- エンジン：カニンガム 水冷V型8気筒ガソリンエンジン（110 hp)
- 最高速度：29 km/h

T1E2
T1E1の改良型。1929年に1輌製造。装甲を増厚し、主砲を長砲身のブローニング 37 mm 半自動砲（初速610 m/s）に換装。エンジンを更に出力を増したものに変更したが、やはり重量の増加により最高速度は減少している。主砲は後に旧式のM1918 37 mm 短戦車砲に再換装された。
- 装甲厚：6.4 mm～15.9 mm
- 重量：8.1 t
- エンジン：カニンガム 水冷V型8気筒ガソリンエンジン(132 hp)
- 最高速度：26 km/h

T1E3
1930年にT1E1の内1輌をアメリカ陸軍兵器局（Ordnance Department）が改修して製造。主砲を長砲身の ブローニング 37 mm 半自動砲（初速610 m/s）に換装し、コイルスプリングと油圧ショックアブソーバーの採用により懸架装置の能力を向上させている。これにより、滑らかな乗り心地を実現して乗員への負荷が減少し、走破能力の向上により最高速度が35.2 km/hに向上した。
- 装甲厚：6.4 mm～15.9 mm
- 重量：7.7 t
- エンジン：カニンガム 水冷V型8気筒ガソリンエンジン(132 hp)

T1E4
1932年製造。T1E1の内1輌の部品を流用しつつ、ヴィッカース 6トン戦車を参考に車体構造を一新し、リーフスプリング・サスペンションを採用、リアエンジン・フロントトランスミッション・フロントファイナルドライブ方式となった。エンジン出力も向上され、主砲は M1924 37 mm半自動砲（初速410 m/s）に換装されている。
- 装甲厚：6.4 mm～15.9 mm
- 重量：7.8 t
- エンジン：カニンガム 水冷V型8気筒ガソリンエンジン(140 hp)
- 最高速度：32 km/h

T1E5
T1E1の改良型。1932年製造。それまでのクラッチ-ブレーキ・ステアリング・システムからコントロールド・ディファレンシャル・ステアリング・システムに換装し、結果は良好であった。エンジンは-E4と同じ カニンガム水冷V型8気筒ガソリンエンジン(140 hp)に変更している。
T1E6
T1E4の改良型。1932年製造。武装はT1E4と同様である。装甲厚を増加させ、エンジンをアメリカン・ラフランス社製のものに変更している。エンジン出力が向上したにもかかわらず、最高速度は向上しなかった。1934年まで作業が続けられたが、開発は打ち切られた。しかし、T1E6におけるエンジンの大出力化の試みは、後続のT2軽戦車（歩兵用）とT5戦闘車（騎兵用）において、航空機用星型エンジンを搭載する試みへと繋がった。
- 装甲厚：9.5 mm～15.9 mm
- 重量：9.03 t
- エンジン：アメリカン・ラフランス 水冷V型12気筒ガソリンエンジン(244 hp)
- 最高速度：32 km/h

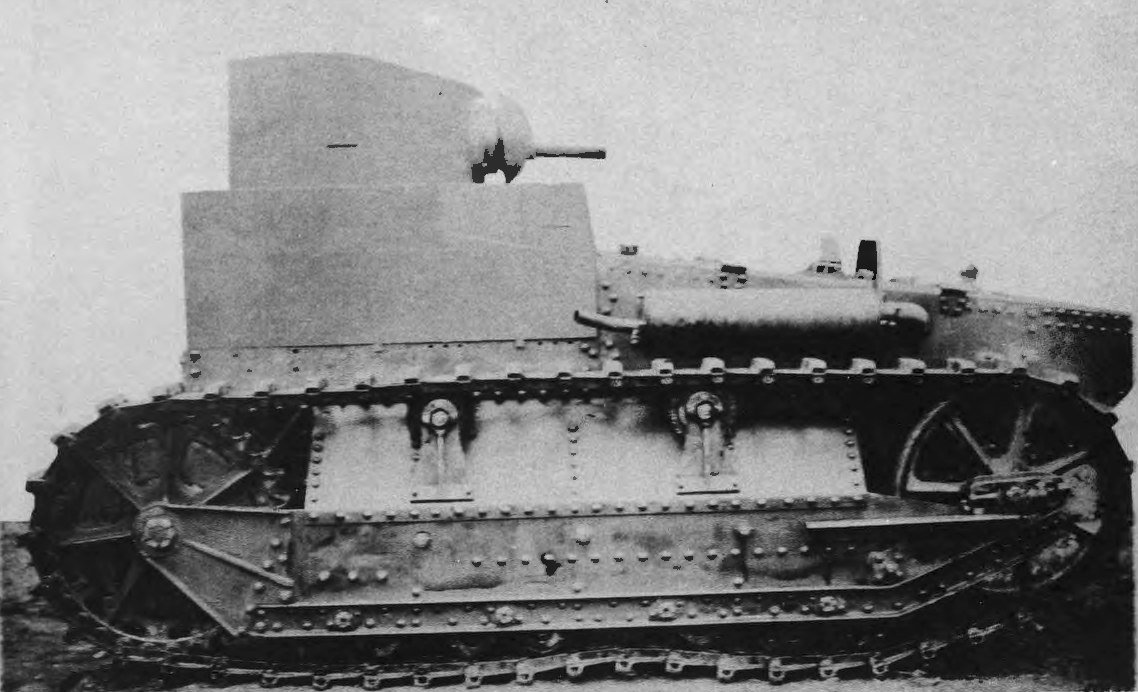
T1
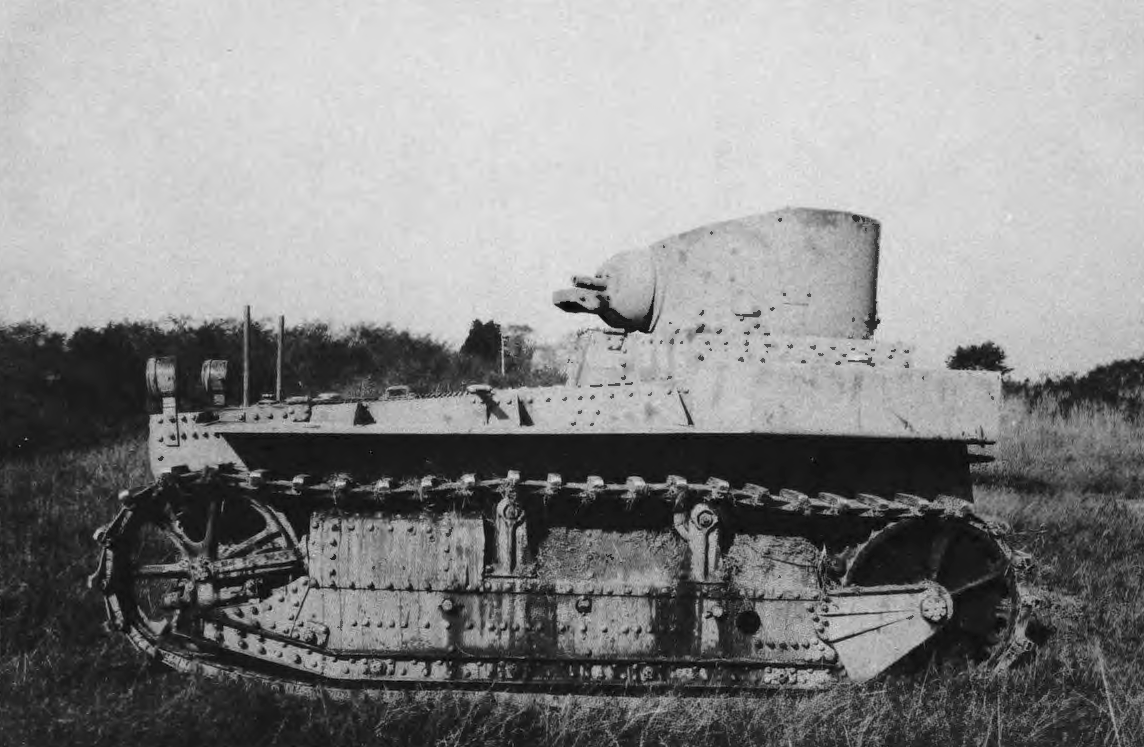
T1E1
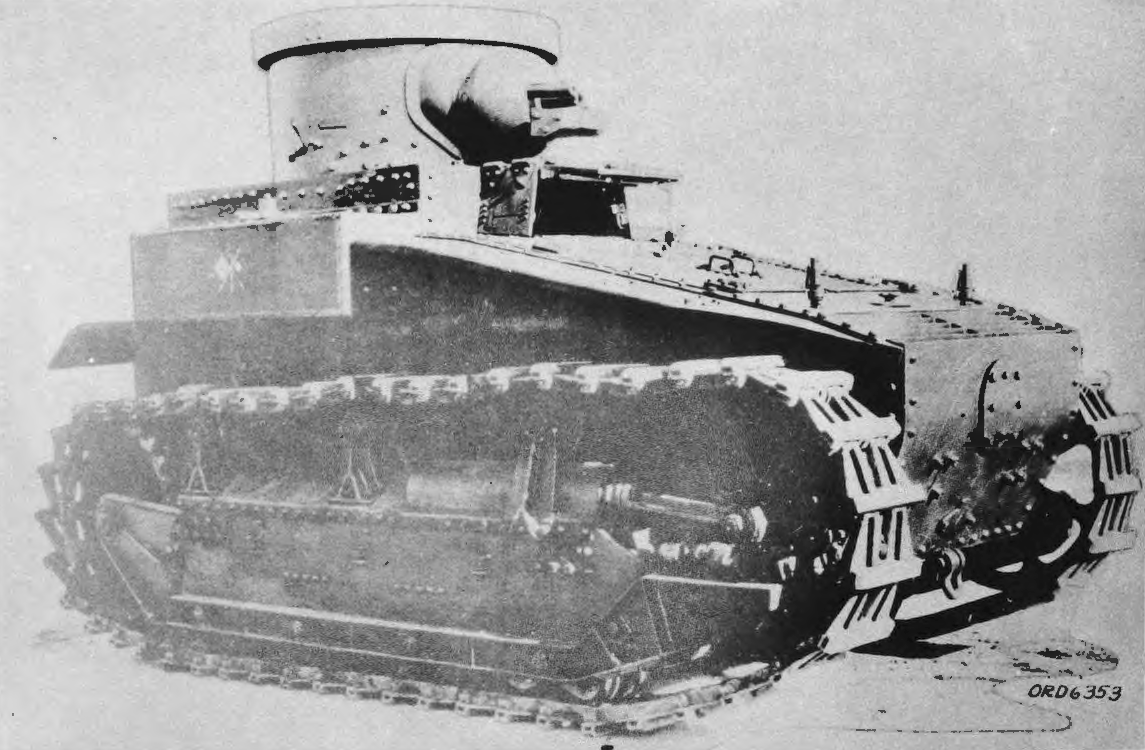
T1E2
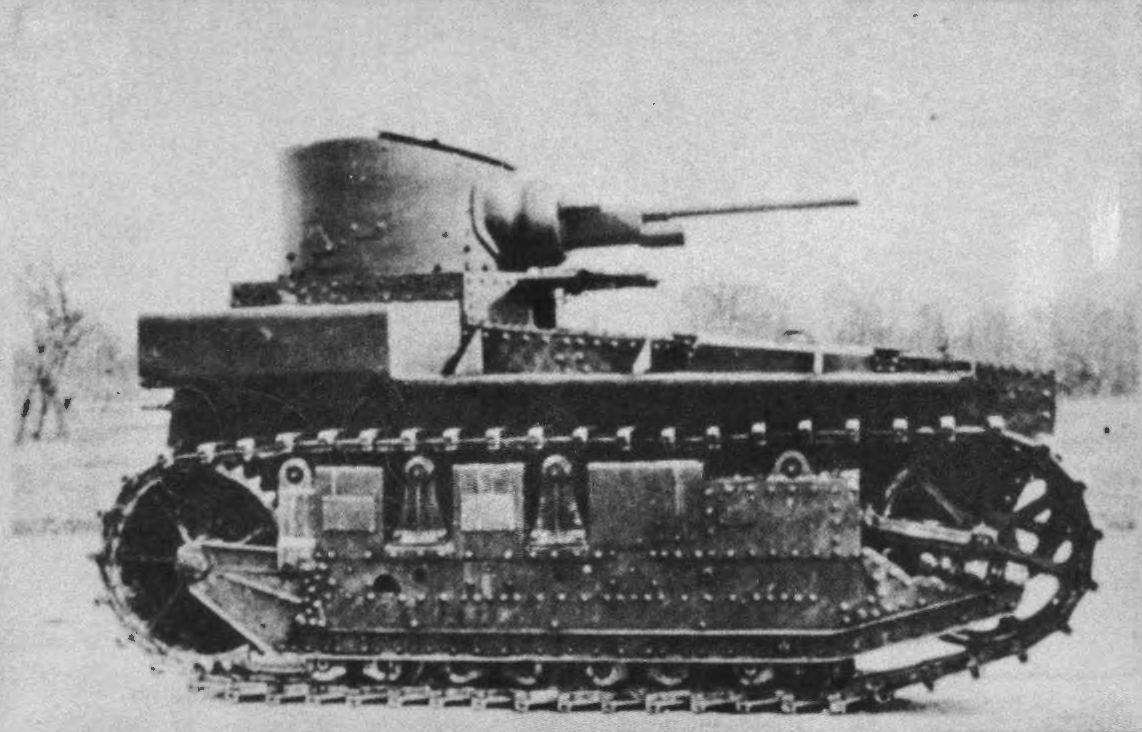
T1E3
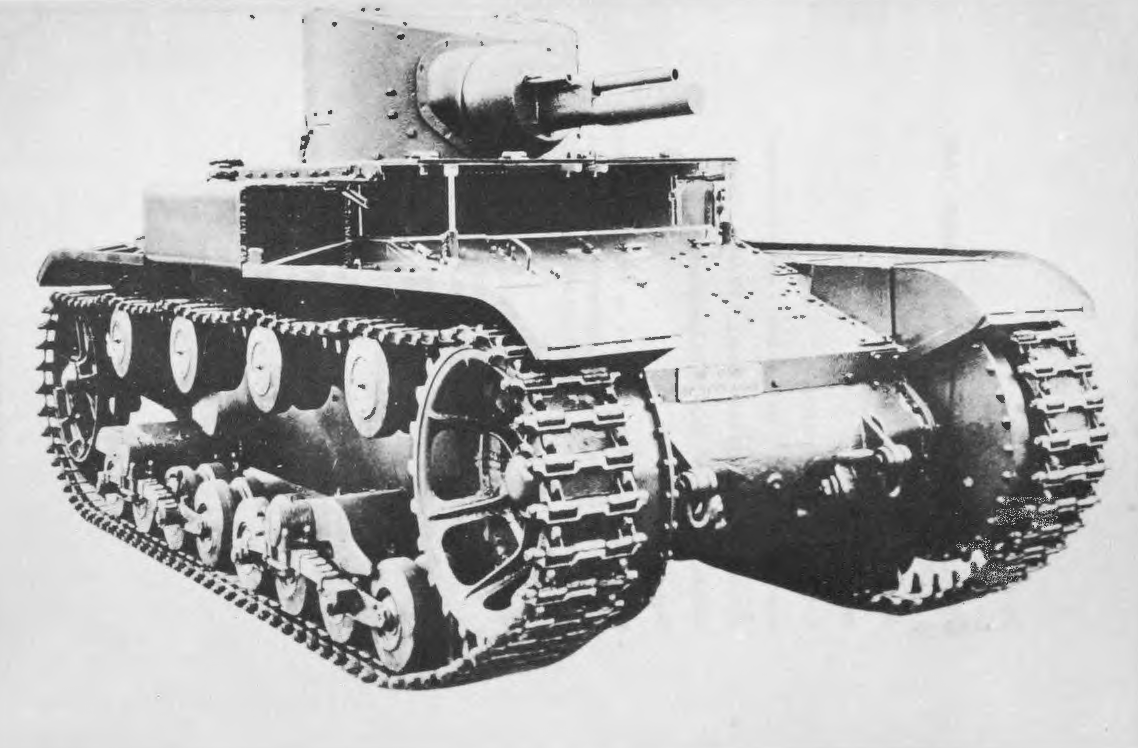
T1E4
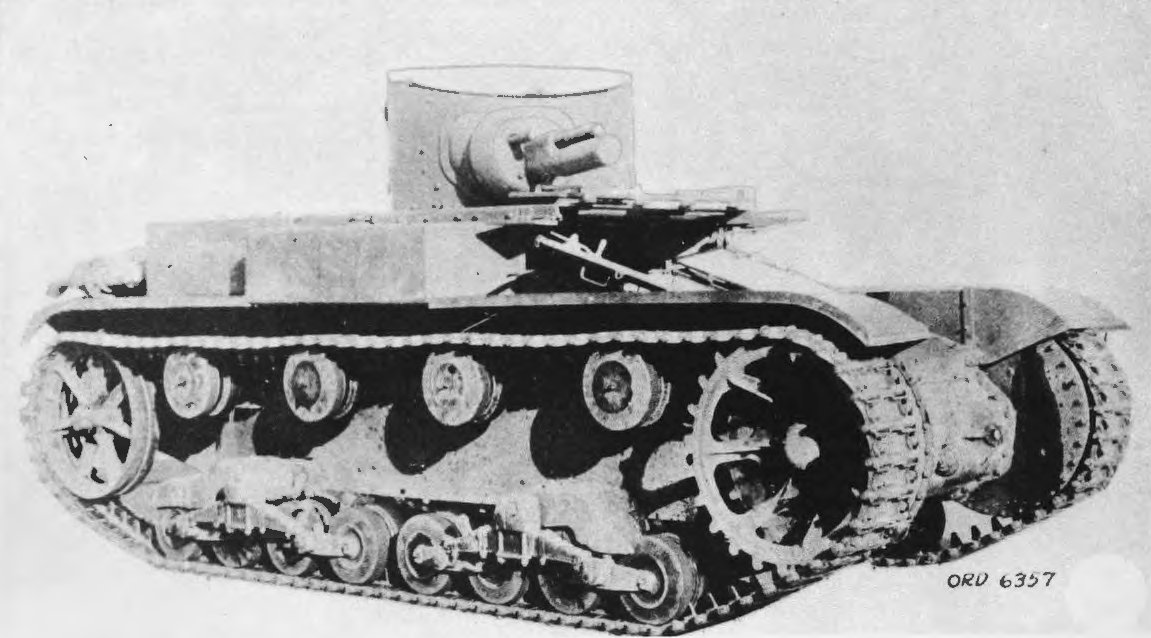
T1E6

## 派生型
T1自走榴弾砲（T1 HMC、T1 Howitzer Motor Carriage）
1930年の秋に、カニンガム T1軽戦車の車台（シャーシ）と足回りをベースとして、車台（シャーシ）上にM1 75 mm榴弾砲（パックハウザー）を限定旋回方式のオープントップ型式で搭載した、T1自走榴弾砲（T1 HMC T1 Howitzer Motor Carriage）が開発された。世界恐慌に伴い、本計画は試作段階で中止された。重量 5.44 t。エンジンは、ラ・サール V8 75 hp または 89 hp。最高速度 34 km/h。乗員4名（車長兼無線手、操縦手、砲手、装填手）とする説があるが、戦闘室内に大きな砲弾の置き場所が必要であることを考えると、狭い戦闘室内に4名を乗せられるか疑わしい。実際にはT3自走榴弾砲のように乗員2名（車長兼装填手、操縦手兼砲手）だったと推測される。写真にも主砲の後方両脇に2名しか写っていない。1輌のみ製造。
このT1自走榴弾砲を、T2軽戦車、もしくは、T2中戦車の車台（シャーシ）をベースとしたものとする説があるが、これらはT1自走榴弾砲とは、車台（シャーシ）の形状が全く異なるので間違いである（他の理由として、リアエンジンのT2軽戦車だと、わざわざ車台の向きを前後逆にしないといけないし、旧式のT1軽戦車の足回りを流用する意味が分からない。T2中戦車だと、車台がもっと大きいはずである。足回りの大きさからも、本車が軽戦車サイズであることがわかる。そもそも、1930年の時点では、T2軽戦車はまだ存在しない）。実際には、T1軽戦車の車台（シャーシ）を再設計し、T1軽戦車の車体後部外両脇にあった箱型の燃料タンクを、車体前部外両脇に移設し、車体後方のオープントップの戦闘室の横幅を車体幅と同じになるよう拡張したものである。そのため、元は前方に傾斜して低くなっていた車体前方が、車体後方と同じ高さになっている。足回りもT1軽戦車に準ずる（前後長を短縮した）物である。転輪は片側4個、上部支持輪は片側2個である。
- - 比較用。T1E2軽戦車。車体後方の戦闘室両脇に箱型の燃料タンクがある。

- - T1自走榴弾砲。車体前方両脇に車体と一体となった燃料タンクがある。

T1軽貨物運搬車
T1軽戦車を改造した貨物運搬車。1輌製造。
T1E1軽貨物運搬車
T1軽貨物運搬車の改良型。2輌製造。
T1 4.2インチ（107 mm）自走迫撃砲
T1E1軽貨物運搬車をベースとした迫撃砲搭載車

## 登場作品
『World of Tanks』
アメリカ軽戦車T1 CunninghamおよびT1E6として登場。